# 1822-Kunstpreis
Der 1822-Kunstpreis war ein Kunstpreis für bildende Künstler, die mit der Region Frankfurt am Main verbunden sind. Träger war die 1822-Stiftung der Frankfurter Sparkasse. Der Preis wurde zuletzt 2018 vergeben und danach eingestellt.

## Gegenstand
Mit dem Kunstpreis wurden bildende Künstler gewürdigt, die durch Geburt, Wohnsitz, Ausbildung, Ausstellungs- oder Lehrtätigkeit mit der Region verbunden sind. Gleichzeitig sollte sich ihr Werk durch Zukunftsperspektiven auszeichnen. Der Preis würdigte das Lebenswerk. Er war dadurch von der Einkommensteuer der Künstler befreit.

## Geschichte
Der Kunstpreis wurde seit 1972 unter wechselnden Bezeichnungen vergeben. In den Anfangsjahren nannte er sich Kunstpreis Forum Stadtsparkasse und war mit 5000 DM dotiert, die in einen Hauptpreis und zwei Förderpreise unterteilt waren. Er galt als erster Kunstpreis, den ein deutsches Kreditinstitut für zeitgenössische Künstler aussetzte. Träger war die städtische Frankfurter Stadtsparkasse. Ab 1989, nach der Fusion mit der Frankfurter Sparkasse von 1822, wurde der Preis in neuer Form vergeben, nannte sich Reinhold-Kurth-Kunstpreis der Frankfurter Sparkasse und war mit einem Geldpreis von DM 25.000 verbunden. Träger war die Frankfurter Sparkasse von 1822. Nach der letzten Vergabe des Preises im Jahr 2018 wurde der 1822 Kunstpreis ohne Ankündigung eingestellt, um das 1822-Kunstforum weiter betreiben zu können.

## Der 1822-Kunstpreis
Seit 1999 wurde der Preis von der 1822-Stiftung der Frankfurter Sparkasse  mit einer Preissumme von 15.000 Euro (Stand 2014) ausgelobt. Eine Eigenbewerbung war nicht möglich. Die Auswahl erfolgte über eine Jury, die aus ansässigen Rektoren der Kunsthochschulen, Kulturjournalisten, Museumsdirektoren  und einem Mitglied aus dem Stiftungsvorstand bestand. 2009 gehörten dem Gremium Michael Hierholzer (Frankfurter Allgemeine Zeitung), Max Hollein (Direktor des Städelschen Kunstinstituts), Bernd Kracke (Hochschule für Gestaltung, Offenbach),  Carolina Romahn (Kulturamt der Stadt Frankfurt) und Herbert Hans Grüntker (1822-Stiftung) an. Die Jury 2010 bestand aus Daniel Birnbaum (Städelschule), Susanne Gaensheimer (Museum für Moderne Kunst), Holger Kube Ventura (Frankfurter Kunstverein), Vorjahrespreisträger Heiner Blum und dem Stiftungsvertreter.  Er war der höchstdotierte, jährlich vergebene Preis im Bereich der Bildenden Kunst in Frankfurt und wurde seit 2006 im Kaisersaal des Frankfurter Römers überreicht.
Seit 2014 wurde der Preis im Zwei-Jahres-Rhythmus vergeben, er war mit 15.000 Euro dotiert.

## Träger des 1822-Kunstpreises
- 2001: Nikolaus Hirsch
- 2002: Christa Näher
- 2003: Ben van Berkel
- 2004: Wolfgang Winter Berthold Hörbelt
- 2005: Tamara Grcic
- 2006: Michael Riedel
- 2007: Tobias Rehberger
- 2008: Martin Neumaier
- 2009: Heiner Blum
- 2010: Tomas Saraceno[4]
- 2011: Adrian Williams
- 2012: Andrea Büttner[5]
- 2013: Michel Klöfkorn
- 2014: Mike Bouchet[6]
- 2016: Christiane Feser
- 2018: Jana Euler

## Frühere Preisträger
Kunstpreis Forum Stadtsparkasse
- 1980: Renate Sautermeister
- 1981: Christiane Gumpert
- 1982: Herbert Hamak
- 1983: Hubert Seelig
- 1984: Petra Falk
- 1985: Michael Croissant
- 1986: Victor Sanovec
- 1987: Kurt Hofmann
- 1988: Manfred Stumpf

Reinhold-Kurth-Kunstpreis der Frankfurter Sparkasse
- 1989: Nicole Van den Plas
- 1990: Gerhard Wittner
- 1991: Urs Breitenstein
- 1992: Ernst Caramelle
- 1993: Abisag Tüllmann
- 1998: Martin Feldbauer, Dirk Paschke, Daniel Milohnić